# Sincanboyat
Sincanboyat è un comune dell'Azerbaigian situato nel distretto di Şabran.